# Josephine Onyia
Josephine Onyia Nnkiruka (sinh ngày 15 tháng 7 năm 1986 tại Lagos)  là một vận động viên điền kinh và điền kinh người Tây Ban Nha gốc Nigeria, chuyên vượt rào 100 mét. Cô đại diện cho Tây Ban Nha tại Thế vận hội Bắc Kinh 2008.
Cô đã thay đổi quốc tịch từ Nigeria sang Tây Ban Nha vào tháng 4 năm 2007, theo bước chân của một người vượt rào khác Glory Alozie. Huy chương đầu tiên của cô với tư cách là người Tây Ban Nha đã đến tại Chung kết điền kinh thế giới IAAF năm 2007, nơi cô đã giành huy chương bạc vượt rào. Cô bắt đầu mùa giải tiếp theo với huy chương vàng tại Giải vô địch điền kinh châu Âu 2008, nhưng vấp ngã ở chướng ngại vật cuối cùng tại Giải vô địch trong nhà thế giới IAAF 2008 và kết thúc ở vị trí cuối cùng. Onyia lập kỷ lục quốc gia Tây Ban Nha tại cuộc họp IAAF Golden League 2008 trong cuộc họp ISTAF Berlin, ghi 12,50 giây và cải thiện khả năng tốt nhất trước đó của mình thêm 14 phần trăm giây. Cô đã thi đấu ở các chướng ngại vật tại Thế vận hội mùa hè và chỉ bỏ lỡ trận chung kết sau khi kết thúc thứ năm trong vòng bán kết. Năm 2016, cô đã bị loại khỏi Thế vận hội 2008 vì doping, và kết quả của cô đã bị hủy bỏ sau khi mẫu năm 2008 của cô được kiểm tra lại và thất bại.
Cô là huy chương vàng tại Chung kết điền kinh thế giới IAAF 2008 vào cuối mùa giải đó. Tuy nhiên, cô đã thử nghiệm dương tính với methylhexaneamine tại cuộc họp Athletissima năm 2008 và cả clenbuterol tại Chung kết Điền kinh Thế giới. Real Federación Española de Atletismo, cơ quan điền kinh Tây Ban Nha, đã quyết định không xử phạt vận động viên này vì cô đã thử nghiệm âm tính hai lần trong khoảng thời gian thử nghiệm clenbuterol dương tính. Tuy nhiên, IAAF đã can thiệp và đưa vụ việc ra Tòa án Trọng tài Thể thao (CAS). CAS giữ nguyên kháng cáo của IAAF và Onyia đã bị đình chỉ trong hai năm và kết quả gần đây của cô đã bị hủy bỏ, loại bỏ hiệu quả tất cả những thành tích của cô như một vận động viên cấp cao. Hai xét nghiệm dương tính riêng biệt được coi là một lần vi phạm các quy tắc doping vì cô không được thông báo về lần đầu tiên cho đến sau lần thử nghiệm dương tính thứ hai. Cô đã nhận được lệnh cấm cạnh tranh hai năm, sẽ hết hạn vào ngày 10 tháng 11 năm 2010.
Cô trở lại thi đấu vào tháng 1 năm 2011, giành chiến thắng trong nhà ở Zaragoza. Cô đã nhận được đình chỉ doping thêm hai năm sau khi thử nghiệm thất bại với dimethylpentylamine vào tháng 7 năm 2011.
Vào tháng 8 năm 2015, có thông tin rằng Onyia đã thử nghiệm dương tính với steroid đồng hóa tại giải vô địch điền kinh Tây Ban Nha và cô đã được rút khỏi Giải vô địch thế giới 2015 về điền kinh  và sau đó bị cấm thi đấu trọn đời.

## Thành tích
| Năm  | Giải đấu                   | Địa điểm           | Thứ hạng         | Chú thích     |
| ---- | -------------------------- | ------------------ | ---------------- | ------------- |
| 2003 | World Youth Championships  | Sherbrooke, Canada | 4th              | 100 m hurdles |
| 2007 | World Athletics Final      | Stuttgart, Germany | 2nd              | 100 m hurdles |
| 2008 | European Indoor Cup        | Moscow, Russia     | 1st              | 60 m hurdles  |
| 2008 | World Indoor Championships | Valencia, Spain    | 8th              | 60 m hurdles  |
| 2008 | Olympic Games              | Bắc Kinh, China    | DQ (5th (semis)) | 100 m hurdles |
| 2008 | World Athletics Final      | Stuttgart, Germany | DQ (1st)         | 100 m hurdles |